# Гернет, Карл Густавович фон
Карл Густавович (Карл Август) фон Гернет (нем. Karl August von Gernet; 1819—1892) — государственный деятель Российской империи, биолог, естествоиспытатель и энтомолог—любитель; тайный советник.

## Биография
Карл Август фон Гернет родился 18 апреля 1819 года в городе Ревеле (ныне Таллин); происходил из дворян Эстляндской губернии. После домашнего образования под руководством гувернера, кандидата богословия, учился в Эстляндском дворянском училище (Ritter und Domchule), а в 1833 году поступил в Императорский Царскосельский лицей, который успешно окончил в 1838 году. 
Поступив затем на службу в канцелярию Военного министерства Российской империи, в 1842 году Гернет был прикомандирован в Закавказский край к статс-секретарю Позену, которому была поручена ревизия гражданского устройства этого края. По возвращении в том же году с Кавказа, он был определен младшим чиновником во временное отделение Собственной Его Императорского Величества канцелярии. 
В 1845 году с упразднением этого отделения, он перешел на службу в почтовое ведомство, в 1848—1853 гг. был цензором Петербургского почтамта и состоял вместе с тем с 1852 по 1856 год на службе в Министерстве иностранных дел Российской империи чиновником особых поручений 8 класса при канцлере (1853) и 6 класса при Особой канцелярии (1854—1856) и драгоманом 6 класса (1856). 
В 1856 году он перешёл на службу в Департамент уделов и был неоднократно назначаем представителем от Удельного ведомства в различные комиссии и комитеты и командирован за границу. 
23 апреля 1861 году Карл Густавович фон Гернет был за добросовестную службу произведён в действительные статские советники. 
Состоя с 1865 года чиновником для особых поручений при министре Императорского Двора и Уделов, Гернет 17 апреля 1875 года был произведен в тайные советники, а в 1881 году, согласно собственному прошению, по болезни, уволен в почётную отставку с мундиром и пенсией. 
Карл Густавович фон Гернет умер 25 января 1892 года и был погребён на Гатчинском лютеранском кладбище.

## Научная деятельность
Стремление Карла Густавовича фон Гернета, с ранних лет, всецело посвятить себя изучению органического мира, так и не смогло осуществиться, так как занятию естественными науками он мог отдавать только свободное от служебных обязанностей время. Ревностно предаваясь исследованию Петербургской и Эстляндской флоры и местной колеоптерологической фауны, он принимал также деятельное участие в занятиях кружка микроскопистов, собиравшихся в 1850-х—1860-х годах поочередно на квартирах участвующих. Кроме того, был членом Императорского российского общества садоводства и Русского энтомологического общества и принимал деятельное участие в трудах, издаваемых этими обществами. 
Также Гернет был членом Московского общества испытателей природы, Императорского Вольно-экономического общества, Венского зоолого-ботанического общества, Санкт-Петербургского естествоиспытателей и др. 
В энтомологии Гернет преимущественно занимался исследованием первичных состояний жесткокрылых и отношений насекомых к человеку. Работы  по этому вопросу, были напечатаны в «Трудах Русского энтомологического общества», в «Bulletin de la Societé Impériale des Naturalistes de Moscou» и в издававшемся Д. С. Михайловым в 1864—1867 гг. журнале «Натуралист». 
Как ботаник он главным образом интересовался анатомией растений, в особенности строением стебля двухдольных. Сочинения его по этому предмету опубликованы в «Бюллетене Императорского Московского Общества испытателей природы» и вышеупомянутом научно-познавательном журнале «Натуралист».

## Избранная библиография
«Труды Русского энтомологического общества»
1. «Экономическое значение насекомых» (т. IV),
2. «О портящей сосну личинке Cecidomyia brachyntera» (том IV),
3. «О личинковом состоянии жесткокрылых» (т. IV),
4. «К вопросу о вредных для виноградных лоз насекомых» (т. VI),
5. «Два сказания о муравьях» (т. VIII).

«Horae» (издание «РЭО»)
1. «Eine Nachricht über Heuschrecken aus dem 16-ten Jahrhunderte» (т. V),
2. «Beiträge zur Käferlarven» (т. V и VI)[1].

## Награды
- Орден Святого Станислава 1 степени (1865),
- Орден Святой Анны 1 степени (1867, с Императорской короной — 1872),
- Орден Святого Владимира 3 степени (1863).